# Liste der Einträge im National Register of Historic Places im Lake County (Colorado)
Die Liste der Einträge im National Register of Historic Places im Lake County (Colorado) nennt alle Anwesen und historischen Distrikte im Lake County im Bundesstaat Colorado, die in das National Register of Historic Places (NRHP) aufgenommen wurden. Es handelt sich um 9 Objekte.

## Auflistung
| [ 2 ] | Name                             | Bild                             | Eintragsdatum                 | Lage                                                                           | Ort        | Beschreibung |
| ----- | -------------------------------- | -------------------------------- | ----------------------------- | ------------------------------------------------------------------------------ | ---------- | ------------ |
| 1     | Derry Mining Site Camp           | Derry Mining Site Camp           | 14. Juli 2000 ID-Nr. 00000782 | Westlich des U.S. Highway 24 39° 7′ 24″ N, 106° 20′ 37″ W                      | Leadville  |              |
| 2     | Dexter Cabin                     | Dexter Cabin                     | 25. Aug. 1970 ID-Nr. 70000163 | 912 Harrison Ave. 39° 15′ 7″ N, 106° 17′ 17″ W                                 | Leadville  |              |
| 3     | Hayden Ranch Headquarters        | Hayden Ranch Headquarters        | 11. Okt. 2003 ID-Nr. 03001007 | Westlich des U.S. Highway 24 39° 7′ 41″ N, 106° 18′ 55″ W                      | Leadville  |              |
| 4     | Healy House                      | weitere Bilder                   | 25. Aug. 1970 ID-Nr. 70000164 | 912 Harrison Ave. 39° 15′ 8″ N, 106° 17′ 18″ W                                 | Leadville  |              |
| 5     | Interlaken Resort District       | Interlaken Resort District       | 7. Aug. 1974 ID-Nr. 74000587  | Östlich von Twin Lakes, Ausfahrt State Highway 82 39° 4′ 39″ N, 106° 20′ 49″ W | Twin Lakes |              |
| 6     | Leadville Historic District      | weitere Bilder                   | 15. Okt. 1966 ID-Nr. 66000248 | 39° 14′ 39″ N, 106° 13′ 42″ W                                                  | Leadville  |              |
| 7     | Leadville National Fish Hatchery | Leadville National Fish Hatchery | 29. Mai 1980 ID-Nr. 80000908  | Westlich von Leadville 39° 13′ 30,8″ N, 106° 23′ 32,1″ W                       | Leadville  |              |
| 8     | Matchless Mine                   | Matchless Mine                   | 28. Dez. 2010 ID-Nr. 10001088 | Östlich der 7th Road 39° 15′ 22″ N, 106° 16′ 16″ W                             | Leadville  | (MPS)        |
| 9     | Twin Lakes District              | Twin Lakes District              | 30. Juli 1974 ID-Nr. 74000588 | Beidseits State Highway 82 39° 4′ 55,9″ N, 106° 22′ 55,9″ W                    | Twin Lakes |              |

Stand: 10. November 2016